# Mets de Guaynabo 2012 (pallavolo femminile)
Questa voce raccoglie le informazioni riguardanti le Mets de Guaynabo nelle competizioni ufficiali della stagione 2012.

## Organigramma societario
Area direttiva
- Presidente: Jorge de Jesús

Area tecnica
- Primo allenatore: Mauro Grasso

## Rosa
| N° | Nome              | Ruolo | Data di nascita   | Nazionalità sportiva |
| -- | ----------------- | ----- | ----------------- | -------------------- |
| 2  | Kelly Murphy      | P     | 20 ottobre 1989   | Stati Uniti          |
| 4  | Marilitza Matos   | S     | 24 maggio 1992    | Porto Rico           |
| 5  | Nicole Branagh    | S     | 31 gennaio 1979   | Stati Uniti          |
| 6  | Kristy Jaeckel    | S     | 12 ottobre 1989   | Stati Uniti          |
| 7  | Sheila López      | S/O   | -                 | Porto Rico           |
| 8  | Nayka Benítez     | L     | 8 febbraio 1989   | Porto Rico           |
| 9  | Dulce Téllez      | C     | 12 settembre 1983 | Porto Rico           |
| 10 | Morgan Beck       | S/O   | 30 marzo 1987     | Stati Uniti          |
| 11 | Lorraine Morales  | S     | -                 | Porto Rico           |
| 12 | Zhang Yunyi       | S     | 1º novembre 1988  | Cina                 |
| 14 | Lizzelle Cintrón  | C     | 5 marzo 1986      | Porto Rico           |
| 15 | Ania Ruiz         | S     | 7 novembre 1982   | Porto Rico           |
| 16 | Nomarie Esclusa   | P     | 7 luglio 1988     | Porto Rico           |
| 17 | Lynda Morales     | C     | 20 maggio 1988    | Porto Rico           |
| 18 | Jennylee Martínez | C     | 22 ottobre 1991   | Porto Rico           |